# Urgedra luceria
Urgedra luceria är en fjärilsart som beskrevs av Druce 1911. Urgedra luceria ingår i släktet Urgedra och familjen tandspinnare. Inga underarter finns listade i Catalogue of Life.